# Vaccine Maitri
Vaccine Maitri («Вакцинальна дружба») — це гуманітарна ініціатива уряду Індії з надання вакцин проти COVID-19 країнам у всьому світі. Уряд країни розпочав постачати вакцини з 20 січня 2021 року. Станом на 21 лютого 2022 року Індія поставила приблизно 162,9 мільйона доз вакцин у 96 країн. З них 14,3 мільйона доз було подаровано 98 країнам урядом Індії . Решта 107,1 мільйона доз були поставлені виробниками вакцини за її рекламою, а 41,5 мільйона доз були поставлені за зобов'язаннями COVAX. Наприкінці березня 2021 року уряд Індії тимчасово заморозив експорт Ковішелд, посилаючись на різке зростання кількості хворих в Індії та внутрішню потребу в цих вакцинах. Міністр охорони здоров'я Індії Мансух Мандавія повідомив у вересні, що Індія відновить експорт вакцин з жовтня до решти світу.
27 березня Індія подарувала миротворцям ООН 200 тисяч доз вакцини проти COVID-19 для розповсюдження серед персоналу миротворчих місій.

## Вакцини
В Індії є дві схвалені вакцини проти COVID-19: Ковішелд і Коваксин. Обидві вони експортуються та використовуються в іноземних грантах урядом Індії.

### Ковішелд
1 січня 2021 року агентство з лікарських засобів Індії схвалило екстрене або умовне використання вакцини Ковішелд. «Ковішелд» розроблений Оксфордським університетом та його дочірньою компанією «Vaccitech».

### Коваксин
2 січня 2021 року перша повністю індійська вакцина проти COVID-19 Коваксин, розроблена компанією «Bharat Biotech» у співпраці з Індійською радою медичних досліджень і Національним інститутом вірусології, отримала схвалення від регуляторного агентства Індії для екстреного або умовного використання.

## Постачання вакцин
Індія розпочала постачання вакцин за кордон 20 січня 2021 року, лише через 4 дні після початку власної програми вакцинації. Бутан і Мальдіви були першими країнами, які отримали вакцини як грант від Індії. За цим швидко відбулися поставки до Непалу, Бангладеш, М'янми та Сейшельських островів. До середини березня 2021 року Індія також постачала вакцини на комерційній основі до таких країн, як Канада, Велика Британія та Саудівська Аравія.
Інститут сироватки крові Індії був обраний ключовим постачальником економічно ефективних вакцин проти COVID-19 для ініціативи COVAX. 19,8 мільйонів доз вакцини Ковішелд були поставлені Індією в різні країни в рамках цієї ініціативи. У травні, коли COVAX вже бракувало 140 мільйонів доз вакцини, Інститут сироватки крові оголосив, що він очікує призупинення поставок вакцини COVAX до кінця 2021 року через другу хвилю COVID-19 в Індії та заборони США на експорт ключової сировини.

## Міжнародна реакція

### Міжнародні організації
- МВФ: Головний економіст МВФ Гіта Гопінат похвалив Індію за те, що вона зіграла ключову роль під час кризи, відправивши вакцини багатьом країнам. Вона сказала: «Я також хочу зазначити, що Індія справді виділяється з точки зору своєї політики щодо вакцин. Якщо ви подивитеся, де саме у світі знаходиться один центр виробництва вакцин — це буде Індія».[20]

### Країни
- Ямайка Ямайка від імені країн Африки, Карибського басейну та Тихоокеанського регіону подякувала Індії за зусилля з доставки вакцин до країн, що розвиваються, і найменш розвинених країн.[21]
- Непал Прем'єр-міністр Непалу Кхадга Прасад Шарма Олі подякував Індії, заявивши «Ми отримали швидкий шанс ввести вакцину проти COVID-19. За це я дякую нашій сусідній країні Індії, її уряду, народу, а особливо прем'єр-міністру Нарендрі Моді. Вони надіслали нам 100 мільйонів доз вакцин як грант за тиждень після початку вакцинації в Індії».[22]
- Сент-Люсія Сент-Люсія від імені КАРІКОМ подякувала Індії за надання їм вакцини.[21][23]
- Барбадос Прем'єр-міністр Барбадосу Міа Моттлі подякувала прем'єр-міністру Нарендру Моді за постачання вакцин від COVID-19, зроблених в Індії. Вона написала у твіттері: «Прем'єр-міністр Моді дав змогу понад 40 тисячам людей на Барбадосі та десяткам тисяч інших людей отримати свою першу дозу „Ковішелд“ за допомогою Vaccine Maitri, яка їх доставляє. Справжня демонстрація щедрості. Дякуємо вам і бажаємо вам і надалі здоров'я».[24]
- Антигуа і Барбуда Прем'єр-міністр Антигуа і Барбуди Гастон Браун подякував прем'єр-міністру Індії Нарендру Моді «за демонстрацію акту доброзичливості, доброти та співчуття», за відправку вакцин до країн Карибського басейну.[25]
- Афганістан Посол Афганістану в Індії Фарід Мамундзай сказав: «Дякую, Індія, за те, що в перший день 2022 року надала афганцям рятівний подарунок!»[26]

### Лідери, які отримали вакцини, надані Індією
- Камбоджа — Хенг Самрін, Сей Чхум[27]
- Непал — Кхадга Прасад Шарма Олі[28]

## Галерея

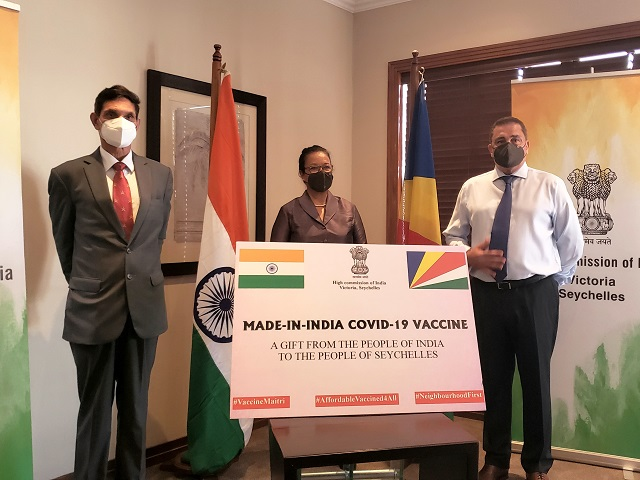
Вакцина проти COVID-19 з Індії прибула на Сейшельські острови.
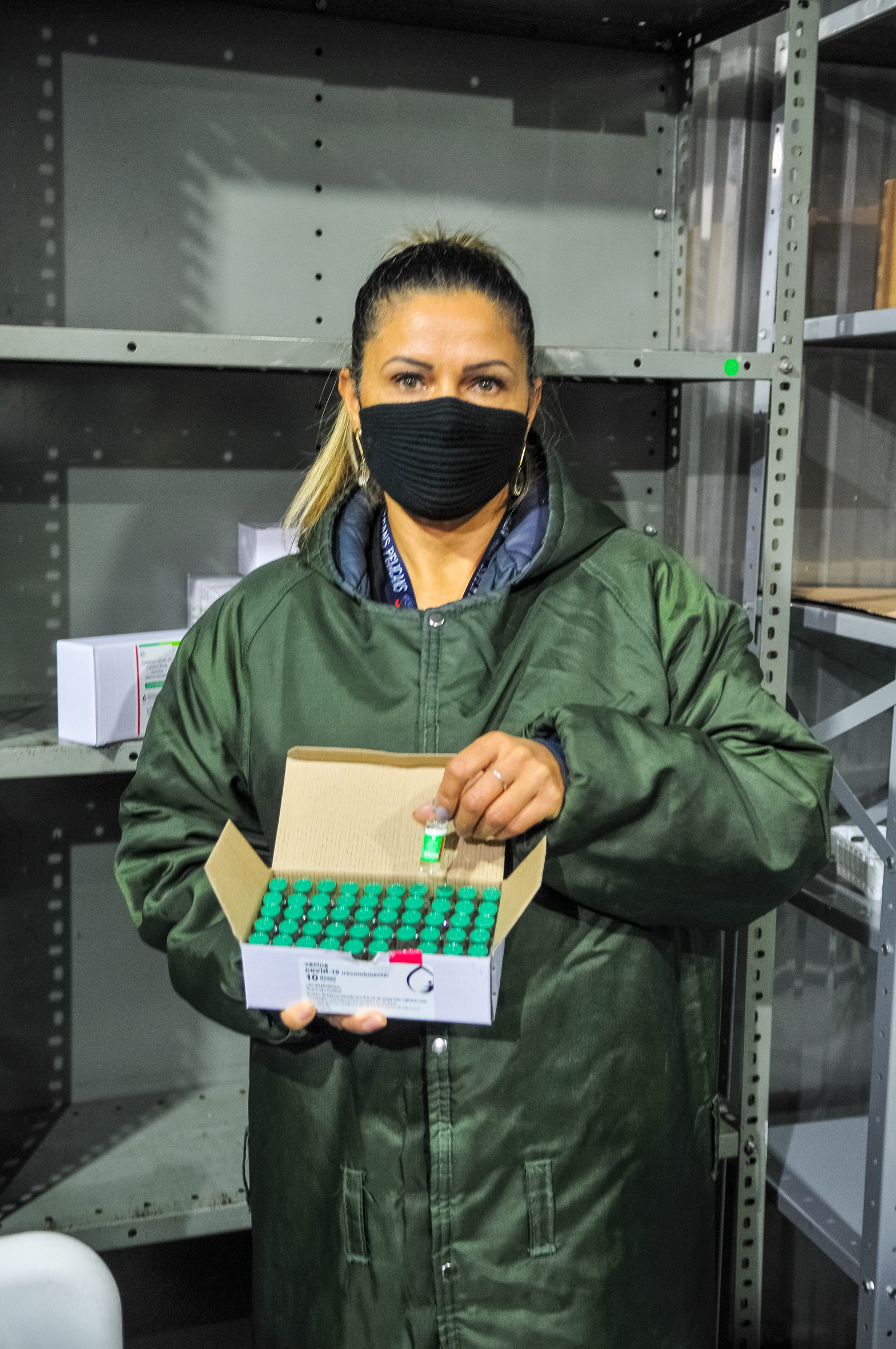
Доставка вакцини «Ковішелд» проти COVID-19 з Індії до Бразилії
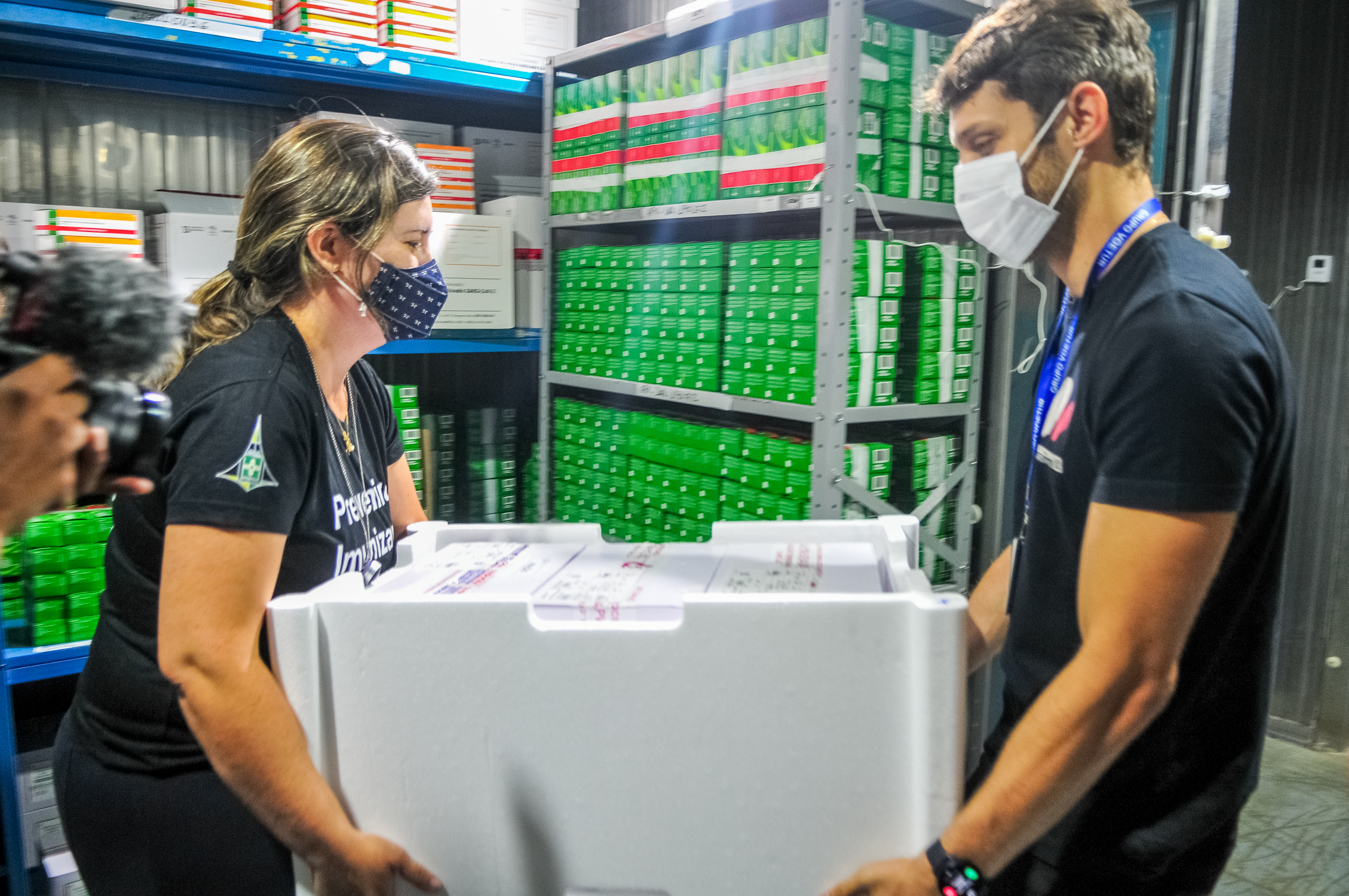
Доставка вакцини «Ковішелд» проти COVID-19 з Індії до Бразилії.